# Agua caliente sanitaria

Diagrama de un sistema de calentamiento mixto y del circuito de A.C.S. de una casa.

El agua caliente sanitaria (ACS) es agua destinada a consumo humano (potable) que ha sido calentada. Se utiliza para usos sanitarios (baños, duchas, etc.) y para otros usos de limpieza (fregado de platos, lavadora, lavavajillas, fregado de suelos). Normalmente el agua procede de la instalación de agua del edificio.
En muchos países se la considera un servicio básico y obligatorio en las viviendas.

## Historia
Cuenta Heródoto que en su época si hacía falta tomar un baño caliente, el mejor método era verter agua sobre piedras calientes. El agua caliente se utilizaba abundantemente en las termas romanas. Llamado (en Francia) «bain maure» («baño moro», refiriéndose a los de la España musulmana de Al-Andalus) o «baño turco» por los demás occidentales, el hammam (حمّام es decir «agua caliente» en árabe) es un baño de vapor húmedo con orígenes en las termas romanas.

## Consumo
El consumo de agua caliente sanitaria tiene que ajustarse a las costumbres de los usuarios de la vivienda. En la tabla siguiente se muestra el consumo aproximado de cada elemento por cada uso de servicio. Hay que tener en cuenta que estas cantidades son de agua mezclada con fría:
| Elementos | Litros    |
| --------- | --------- |
| Lavabo    | 3 a 6     |
| Ducha     | 30 a 50   |
| Bidé      | 5 a 7     |
| Bañera    | 100 a 130 |

## Métodos de preparación
El agua caliente sanitaria puede prepararse de dos modos fundamentalmente:

### Por acumulación
En un depósito acumulador se calienta el agua mediante una caldera exterior y a menudo con otra energía (ver agua caliente solar), para tener, en cualquier momento, suficiente cantidad para los usos previstos en la instalación. Este sistema, que se llama centralizado, además puede preparar el agua para un solo usuario (una sola vivienda o local) o para muchos usuarios (sistema colectivo). Si el depósito de acumulación y las conducciones son de tamaño suficiente, pueden utilizar el servicio muchos puntos a la vez, llegando a utilizarse para toda una comunidad de vecinos, un hotel o un hospital. Desde el punto de vista energético, es mucho más eficiente que el siguiente. En el caso de un solo usuario, también puede calentarse mediante una resistencia eléctrica situada dentro del acumulador, aunque el calentamiento es lento dada la potencia que puede dar la electricidad, por razones económicas.
Puede acumularse el agua a diversas temperaturas. Cuanto mayor sea esta, mayor cantidad de calor se guarda en el acumulador. Normalmente se acumula a una temperatura de 60 °C (que de vez en cuando conviene subir hasta 70 °C para prevenir la legionelosis). Como lo más corriente es usar el agua caliente mezclada con fría, se puede conseguir la temperatura deseada manipulando los mandos de la grifería, pero algunos usos requieren temperaturas superiores (lavadoras, lavavajillas) y se usa directamente. Cuando la distribución es con tuberías de acero galvanizado, no debe superarse la de 58 °C, puesto que a mayores temperaturas se produce la inversión de polaridad del zinc y éste deja de proteger el acero y lo ataca. También, las aguas duras depositan las sales disueltas en forma de carbonatos insolubles cuando la temperatura supera los 60 °C, y se depositan precisamente en los elementos de calentamiento (intercambiadores, resistencias eléctricas), que están a mayor temperatura que el agua; el problema es que estas sales depositadas son un eficaz aislante térmico, con lo que reducen el rendimiento de estos dispositivos. Una forma de evitar estos problemas y facilitar el mantenimiento es instalar intercambiadores exteriores de placas.

### Por calentamiento "instantáneo"

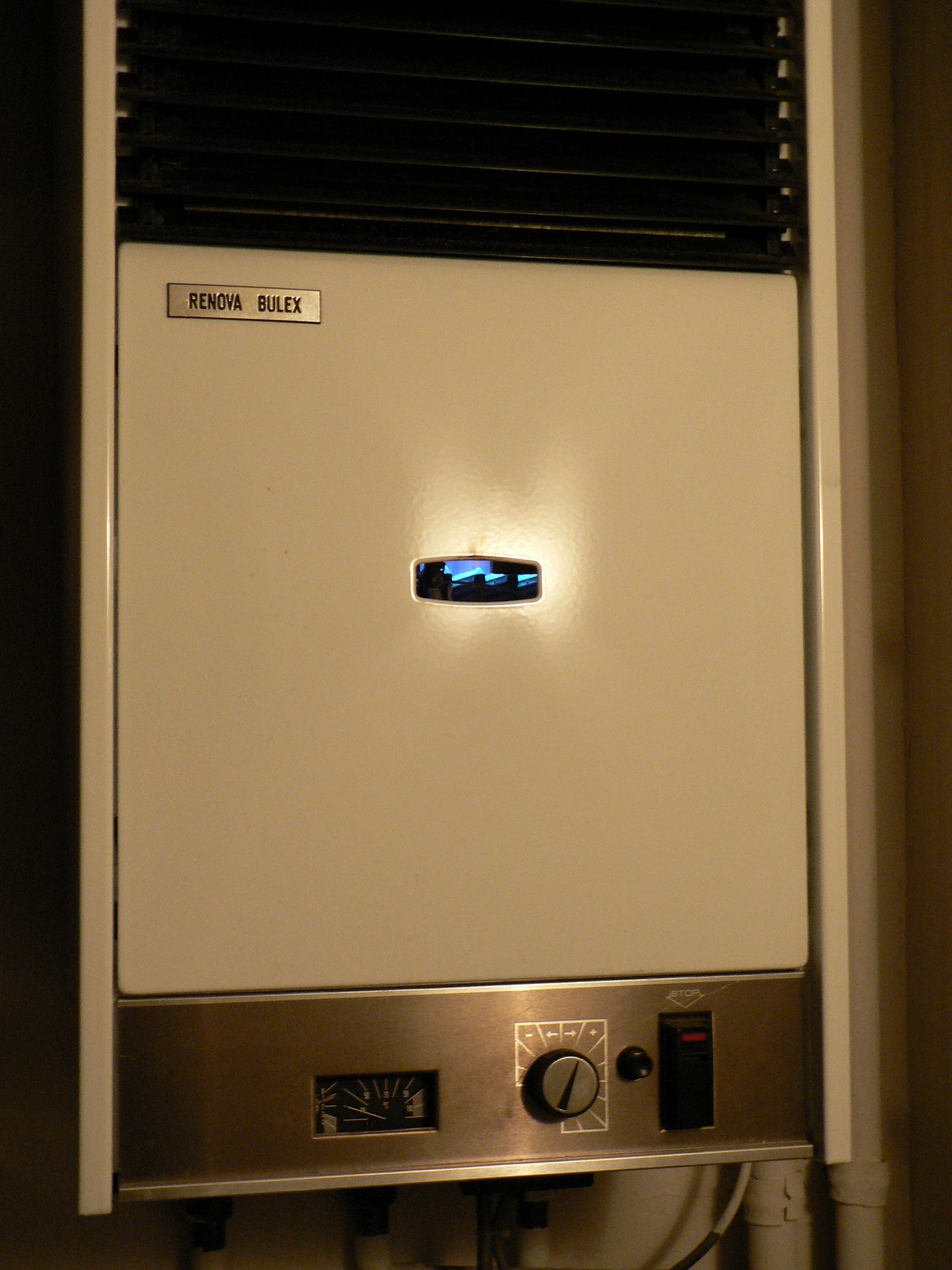
Calentador "instantáneo" a gas.

En los aparatos de calentamiento de agua "instantáneos", el agua circula por un serpentín calentado directamente por la llama del calentador o mediante un intercambiador por el que circula agua calentada (en general, de la utilizada para calefacción). Dada la potencia necesaria en caldera, este sistema solamente puede alimentar un punto de consumo o grifo, cuando se trata de ducha o bañera, y dos cuando son de poco caudal. El rendimiento energético de este sistema es muy inferior al anterior.
Estos aparatos calientan un determinado caudal de agua (depende del modelo o potencia) 25 °C por encima de la temperatura del agua que llega. Como esta suele tener una gama entre 5 y 18 °C, el agua resultante estaría entre 30 y 43 °C. Puede subirse la temperatura reduciendo el caudal que pasa por el calentador mediante la llave de paso de entrada, pero en los más pequeños resulta un caudal ridículo.

### Uso de la energía
La preparación de ACS requiere bastante cantidad de energía y es uno de los grandes consumos de la edificación residencial, suponiendo cantidades entre un 20% y un 40% del total.
Por estas razones, entre otras cosas, es necesario que las conducciones y depósitos acumuladores estén aislados térmicamente para minimizar las pérdidas de energía.

## Distribución
La red de distribución de ACS es semejante y paralela a la de distribución de agua fría, con alguna diferencia. Aparte de no dar servicio a algunos puntos de consumo que no requieren agua caliente (inodoros, urinarios,...), en instalaciones medianas y grandes con preparación por acumulación, es necesario el uso de una conducción de retorno para poner el ACS lo más cerca posible de los puntos de consumo y que el usuario no tenga que esperar un rato a que llegue el agua caliente. La normativa española obliga a poner este retorno cuando el punto de consumo (grifo) más alejado del acumulador esté a 15 o más metros de distancia.
En este caso, de preparación centralizada para varias viviendas (o varios usuarios, como oficinas o locales) es muy recomendable la existencia de contadores de consumo para individualizar el pago y promover el ahorro. En ciertos países (España entre ellos) es obligatorio instalar estos contadores.
En el caso de que tenga que haber más de un tramo de presión hay que hacer tantas instalaciones separadas (acumulación y red de distribución, pero no calderas) como tramos haya.
Con la preparación instantánea la distribución se hace con una sola conducción hasta los puntos de consumo.
Dado que a menudo la preparación se hace a temperaturas altas (normalmente unos 60 °C y cuando se trata de "limpiar" el sistema de la legionella, hay que llegar hasta los 70 °C), es obligatorio que se utilice grifería con un solo caño de salida para agua fría y agua caliente (grifería mezcladora), de modo que el agua que salga esté a una temperatura adecuada para el uso (entre 30 y 45 °C).

## Energías utilizables
Para la preparación por acumulación se pueden utilizar prácticamente todos los tipos de energía: electricidad, gasóleo, gas natural, gases licuados de petróleo (GLP: butano y propano), etc. Para la preparación "instantánea" se utilizan preferentemente los gases (natural canalizado y los GLP) y, raramente, el gasóleo o la electricidad.
Cada vez más, debido a su menor impacto ambiental y al previsible agotamiento a medio plazo de las reservas de combustibles fósiles como el petróleo (y, en la práctica, a las nuevas normas nacionales que van obligando a que al menos una parte del ACS de las nuevas edificaciones se obtenga a partir de energías renovables), el agua caliente sanitaria se obtiene mediante la energía solar térmica, energía geotérmica o calores residuales, que debe prepararse necesariamente por acumulación.

## Producción de ACS mediante aerotermia
En los últimos años, la aerotermia se ha consolidado como tecnología eficiente y sostenible para la producción de agua caliente sanitaria (ACS), especialmente en el contexto de la descarbonización del parque residencial europeo. Esta tecnología, basada en bombas de calor aire-agua, permite captar la energía térmica contenida en el aire exterior para calentar el agua destinada al consumo doméstico, reduciendo significativamente el uso de combustibles fósiles.
La eficiencia energética de los sistemas de aerotermia se expresa habitualmente mediante indicadores como el COP (Coeficiente de Rendimiento) o el SCOP (Coeficiente Estacional de Rendimiento). Estos equipos pueden alcanzar rendimientos superiores a 4, lo que implica que por cada kilovatio hora (kWh) consumido de electricidad, entregan más de 4 kWh de energía térmica.
La implantación de un sistema de aerotermia para ACS puede reducir en un 60% el consumo de energía primaria no renovable y disminuir hasta en un 75% las emisiones de CO₂ respecto a sistemas convencionales de gasóleo o gas. Además, su uso es compatible tanto con instalaciones de obra nueva como con proyectos de rehabilitación, y se puede complementar con energía solar térmica o fotovoltaica para aumentar el ahorro energético. 

## Legionelosis
Un problema posible del uso del ACS es la legionelosis. La bacteria legionela prolifera en el agua con un cierto grado de suciedad (óxidos, que proceden de la instalación, y materia orgánica, de la propia red). La Legionella prolifera en agua a temperaturas comprendidas entre 20 °C y 50 °C, con un desarrollo óptimo entre 35 °C y 45 °C. Por debajo de los 20 °C permanece latente, sin multiplicarse, y no sobrevive por encima de los 60 °C. Llega al ser humano al entrar en contacto con agua contaminada -duchas, grifos, fuentes, aerosoles (agua pulverizada en aire), etc.-, por la respiración. Es decir, una situación que se da en la ducha casi siempre, por lo que en los distintos países hay legislación o normativa para prevenirla.